# Campionato faroense di pallavolo femminile
Il campionato faroense di pallavolo femminile è un torneo per club delle Isole Fær Øer ed è posto sotto l'egida della Federazione pallavolistica delle Fær Øer (FBF).

## Albo d'oro della Eik-ligan
| Anno             | Podio            | Podio       | Podio |
| Campione         | Seconda          | Terza       |       |
| ---------------- | ---------------- | ----------- | ----- |
| 1968-69 Dettagli | NFL              | -           | -     |
| 1969-70 Dettagli | NFL              | -           | -     |
| 1970-71 Dettagli | Neistin Tórshavn | -           | -     |
| 1971-72 Dettagli | Neistin Tórshavn | -           | -     |
| 1972-73 Dettagli | Neistin Tórshavn | -           | -     |
| 1973-74 Dettagli | Neistin Tórshavn | -           | -     |
| 1974-75 Dettagli | NFL              | -           | -     |
| 1975-76 Dettagli | MB Tórshavn      | -           | -     |
| 1976-77 Dettagli | MB Tórshavn      | -           | -     |
| 1977-78 Dettagli | MB Tórshavn      | -           | -     |
| 1978-79 Dettagli | SÍF Sandavágur   | -           | -     |
| 1979-80 Dettagli | SÍF Sandavágur   | -           | -     |
| 1980-81 Dettagli | Mjølnir          | -           | -     |
| 1981-82 Dettagli | Mjølnir          | -           | -     |
| 1982-83 Dettagli | Mjølnir          | -           | -     |
| 1983-84 Dettagli | Mjølnir          | -           | -     |
| 1984-85 Dettagli | Mjølnir          | -           | -     |
| 1985-86 Dettagli | Mjølnir          | -           | -     |
| 1986-87 Dettagli | Mjølnir          | -           | -     |
| 1987-88 Dettagli | Mjølnir          | -           | -     |
| 1988-89 Dettagli | Fleyr            | -           | -     |
| 1989-90 Dettagli | Fleyr            | -           | -     |
| 1990-91 Dettagli | Fleyr            | -           | -     |
| 1991-92 Dettagli | Mjølnir          | -           | -     |
| 1992-93 Dettagli | Mjølnir          | -           | -     |
| 1993-94 Dettagli | Fleyr            | -           | -     |
| 1994-95 Dettagli | Fleyr            | -           | -     |
| 1995-96 Dettagli | Mjølnir          | -           | -     |
| 1996-97 Dettagli | Fleyr            | -           | -     |
| 1997-98 Dettagli | Mjølnir          | -           | -     |
| 1998-99 Dettagli | Mjølnir          | -           | -     |
| 1999-00 Dettagli | Mjølnir          | -           | -     |
| 2000-01 Dettagli | Dráttur          | -           | -     |
| 2001-02 Dettagli | TB Tvøroyri      | -           | -     |
| 2002-03 Dettagli | ÍF Fuglafjarðar  | -           | -     |
| 2003-04 Dettagli | Mjølnir          | -           | -     |
| 2004-05 Dettagli | Mjølnir          | -           | -     |
| 2005-06 Dettagli | Dráttur          | -           | -     |
| 2006-07 Dettagli | ÍF Fuglafjarðar  | -           | -     |
| 2007-08 Dettagli | SÍ Sørvágur      | -           | -     |
| 2008-09 Dettagli | SÍ Sørvágur      | -           | -     |
| 2009-10 Dettagli | SÍ Sørvágur      | TB Tvøroyri | -     |
| 2010-11 Dettagli | Mjølnir          | -           | -     |
| 2011-12 Dettagli | Mjølnir          | -           | -     |
| 2012-13 Dettagli | Mjølnir          | -           | -     |
| 2013-14 Dettagli | Mjølnir          | -           | -     |